# Astrid Zachrison
Elin Astrid Sofia Zachrison, ursprungligen Jonsson, född 15 maj 1895 i Åby i Fliseryds socken i Småland, död 15 maj 2008 i Holsbybrunn i Småland, var Sveriges äldsta levande person och hittills den äldsta person som har levt i Sverige.

## Biografi
Efter dansken Christian Mortensen var Zachrison den person i Norden som levt längst. Hon dog en halvtimme in på sin 113:e födelsedag.
Zachrison firade sin 112:e födelsedag på servicehemmet Österliden. Hon var vid denna tidpunkt Sveriges äldsta levande, men slog först den 6 oktober 2007 Elsa Mobergs rekord som äldsta svensk genom tiderna. Zachrison var då 112 år och 144 dagar gammal. Såvitt man vet har ingen svensk blivit så gammal tidigare. Under de omkring 350 år som Sverige haft heltäckande folkbokföring har ingen med säkerhet visat sig vara äldre än Zachrison. Vid hennes död togs rollen som Sveriges äldsta levande person över av Rut Mikaelsson (1899–2009).
Zachrison var dotter till hemmansägaren Julius Jonsson (1856–1933) och Eleonora Josefina Amalia, född Nilsdotter (1853–1944). Hon gifte sig 1928 med disponenten Tage Zachrison (1889–1977), med vilken hon hade sonen Per-Ivan (1928–2022). Makarna Zachrison är begravda på Alseda kyrkogård.